# Talpa occidentalis
Talpa occidentalis (Кріт іберійський) — комахоїдний ссавець роду кротів родини кротових (Talpidae).

## Поширення
Країни поширення: Португалія, Іспанія. Зустрічається від рівня моря до 2300 м. Полюбляє глибокий ґрунт, який не надмірно кам'янистий, піщаний або заболочений. Він часто зустрічається на луках і пасовищах. У південних частинах ареалу обмежений гірськими районами.

## Морфологія
Відрізняється від Talpa europaea меншим розміром, тим що очі на повністю вкриті волоссям, череп більш подовжений і вузький і є білі волоски, що вкривають руки і ніздрі. Хвіст короткий і вкритий волоссям. Довгі вуса, як і волосся на руках, дозволяють реєструвати вібрації. 

## Поведінка
Харчується безхребетними, особливо дощовими хробаками.